# Атака террористов на посольство Дании в Исламабаде
Шаблон:Теракты Аль-Каиды
Атака террористов на посольство Дании в Исламабаде произошёл 2 июня 2008 года, целью атаки стало посольство Дании. В результате атаки погибло 6 человек, ещё 24 получили ранения различной степени тяжести. Ответственность за теракт взяла на себя международная террористическая группировка Аль-Каида.

## Ход атаки
2 июня 2008 года террорист-смертник на заминированном автомобиле привёл в действие взрывное устройство, находясь возле посольства Дании в Пакистане. Автомобиль со смертником сдетонировал на стоянке посольства, убив шесть человек и причинив увечья еще 24. Сотрудники датской внешней разведки пришли к выводу, что группировка Аль-Каида стояла за этим нападением.
5 июня 2008 года Аль-Каида взяла на себя ответственность за нападение. Боевики сообщили на своём сайте, что эта атака стала ответом датской газете Jyllands-Posten и их карикатурам на пророка Мухаммеда в 2005 году, а также на присутствие датских войск в Афганистане.
По словам временного поверенного в делах посольства в Исламабаде Михаэля Хьортсё, никто из убитых не был датским сотрудником посольства.